# Bochovice

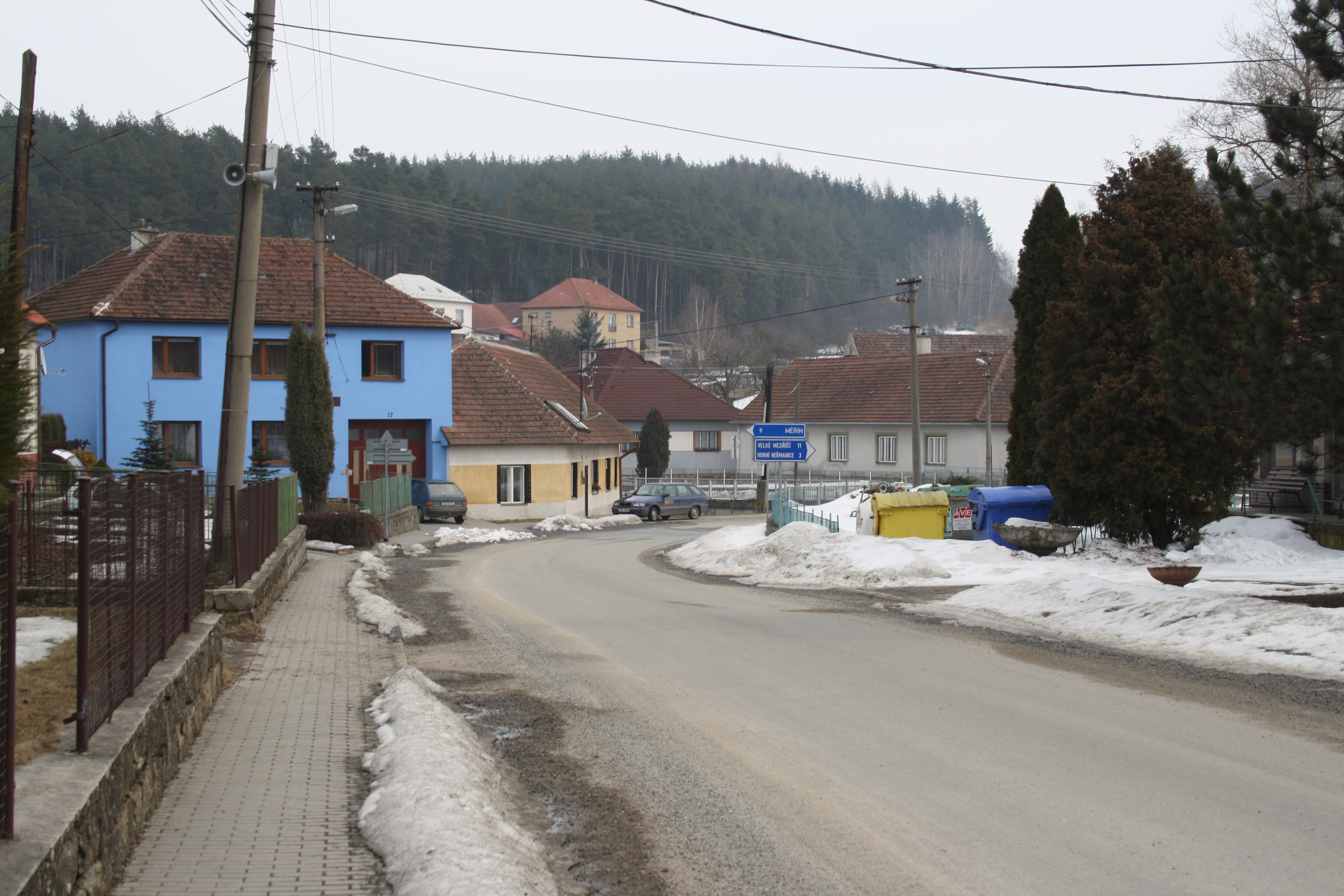
Ortszentrum

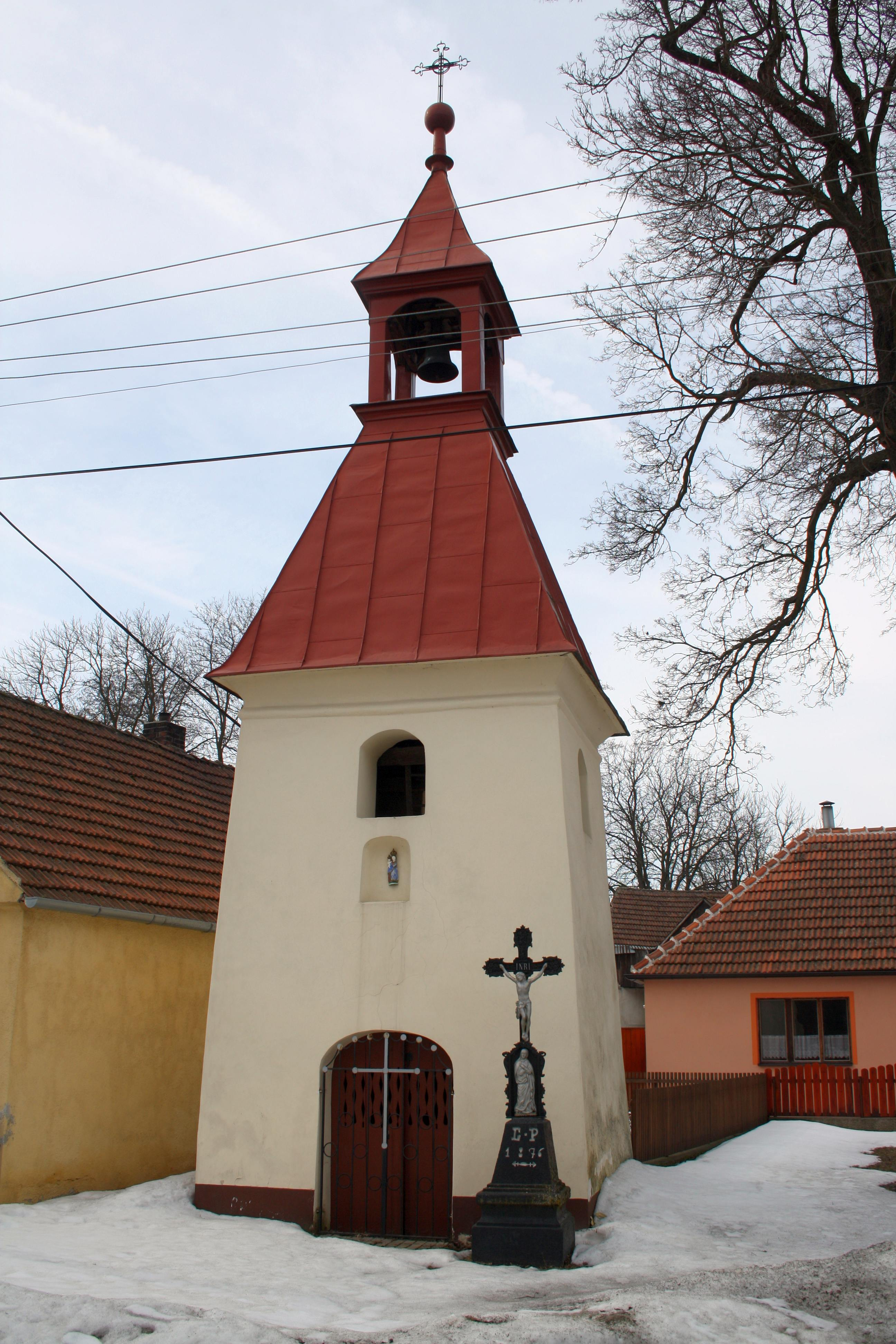
Kapelle der hl. Anna

Bochovice (deutsch Bochowitz) ist eine Gemeinde in Tschechien. Sie liegt zehn Kilometer südwestlich von Velké Meziříčí und gehört zum Okres Třebíč.

## Geographie
Bochovice befindet sich in der Křižanovská vrchovina (Krischanauer Bergland) im Süden der Böhmisch-Mährischen Höhe. Das Dorf liegt im Tal des Baches Bochovický potok. Nördlich erhebt sich der Záhoří (561 m n.m.), im Osten die Okulky (582 m n.m.), südlich der Bochovec (604 m n.m.), im Südwesten die Skalníky (632 m n.m.) und der Červený kopec (617 m n.m.) sowie nordwestlich der Hradiště (662 m n.m.) und die Posekaný (640 m n.m.). Durch den Ort führt die Staatsstraße II/349 zwischen Měřín und Čechtín. Bochovice liegt auf dem Gebiet des Naturparks Třebíčsko und ist ein Fundort von Amethyst.
Nachbarorte sind Pavlínov und Horní Radslavice im Norden, Horní Heřmanice im Nordosten, Nový Telečkov im Osten, Vlčatín im Südosten, Batouchovice und Horní Vilémovice im Süden, Benetice und Čechtín im Südwesten sowie Svatoslav und Žákův Mlýn im Westen. 

## Geschichte
Die erste schriftliche Erwähnung des Dorfes Bochowycz erfolgte 1353, als Kunka von Bochowycz einen Hof an Friedrich von Opatowic veräußerte. Bochovice war Sitz der Vladikenfamilie Bochovec von Bochov, die zeitweilig auch die Güter Bojanov, Radslavice und Jestbořice besaß. Niklas Něper von Woyslawitz (Mikuláš Něpr z Vojanovic), der sich auch von Bochowitz nannte, vererbte das Gut 1460 seinem gleichnamigen Sohn, der 1497 die Feste und das Dorf Pozdětín sowie die Dörfer Bochowicze, Roznětín und Vlčetín an Sigmund Valecký von Mírov verkaufte. Dieser trat 1537 die Feste, den Hof und das Dorf Pozdětín, die Dörfer Bochowic, Roznětín, Vlčetín und Popuwky sowie das Pfarrpatronat in Hartwikowic an Smil Osovský von Doubravitz ab. Dessen Sohn Burian überließ die Güter 1555 dem Ulrich von Lomnitz auf Namiescht. Nach dem Aussterben der Herren von Lomnitz fiel die Herrschaft Namiescht den Herren von Žerotín zu. Nachdem Johann d. Ä. von Žerotín († 1583) 1576 das Gut Batauchowic von Smil d. J. Osovský von Doubravitz erworben hatte, wurde Bochowic diesem zugeschlagen. Während des Dreißigjährigen Krieges verkaufte Karl der Ältere von Žerotín die Herrschaft Namiescht mit dem angeschlossenen Gut Batauchowic 1628 seinem Schwager Albrecht von Waldstein. Dieser veräußerte sie bald an Johann Baptist Verda von Verdenberg, der die Herrschaft 1630 zur Grafschaft erheben ließ. Nachfolgende Grundherren waren ab 1666 die Herren von Enckevort, danach ab 1743 die Grafen von Kuefstein und ab 1752 die Grafen Haugwitz.
Im Jahre 1842 bestand das im Iglauer Kreis gelegene Dorf Bochowitz bzw. Bochowice aus 25 Häusern, in denen 185 Personen lebten. Pfarr- und Schulort war Benetitz. Bis zur Mitte des 19. Jahrhunderts blieb Bochowitz dem mit der Fideikommissgrafschaft Namiescht verbundenen landtäflichen Gut Batauchowitz untertänig.
Nach der Aufhebung der Patrimonialherrschaften bildete Bochovice / Bochowitz ab 1849 einen Ortsteil der Gemeinde Svatoslav im Gerichtsbezirk Trebitsch. Ab 1869 gehörte Bochovice zum Bezirk Trebitsch. Zu dieser Zeit hatte das Dorf 209 Einwohner und bestand aus 29 Häusern. Im Jahre 1870 löste sich Bochovice von Svatoslav los und bildete eine eigene Gemeinde. 1881 veräußerte Heinrich von Haugwitz den Batauchowitzer Großgrundbesitz an Adolf Lieblich sowie die Brüder Heinrich und Ludwig Heller aus Iglau. Im Jahre 1890 entstand eine Dorfschule. Die Freiwillige Feuerwehr wurde 1898 gegründet. Im Jahre 1900 lebten in Bochovice 218 Personen; 1910 waren es 209. Beim Großfeuer von 1901 brannte das halbe Dorf nieder. Beim Zensus von 1921 lebten in den 37 Häusern der Gemeinde 212 Tschechen. Im Jahre 1930 bestand Bochovice aus 40 Häusern und hatte 234 Einwohner. Die Elektrifizierung des Dorfes erfolgte im selben Jahr. Zwischen 1939 und 1945 gehörte Bochovice / Bochowitz zum Protektorat Böhmen und Mähren. 1948 wurde die Gemeinde dem Okres Velké Meziříčí zugeordnet. Im Jahre 1950 hatte Bochovice 184 Einwohner. Im Zuge der Gebietsreform und der Aufhebung des Okres Velké Meziříčí kam die Gemeinde am 1. Juli 1960 zum Okres Třebíč zurück. Batouchovice wurde 1961 eingemeindet. Die Schule wurde 1974 geschlossen. Beim Zensus von 2001 lebten in den 61 Häusern der Gemeinde 162 Personen, davon 100 in Bochovice (41 Häuser) und 62 in Batouchovice (20 Häuser).

## Gemeindegliederung
Die Gemeinde Bochovice besteht aus den Ortsteilen Batouchovice (Batauchowitz) und Bochovice (Bochowitz), die zugleich auch Katastralbezirke bilden.

## Sehenswürdigkeiten
- Kapelle der hl. Anna
- Wegkapelle an der Straße nach Svatoslav
- Gedenkstein für die Gefallenen des Ersten Weltkrieges, enthüllt 1923